# Kościół Bożego Narodzenia w Betlejem
Kościół Bożego Narodzenia w Betlejem (niem. Weihnachtskirche in Bethlehem) – kościół luterański w Betlejem.

## Historia misji luterańskich w Betlejem

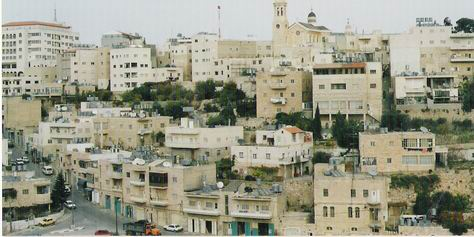
Kościół Bożego Narodzenia wśród miejskiej zabudowy (w głębi)

Luterański kościół Bożego Narodzenia jest najstarszym luterańskim kościołem w Palestynie. Został założony w 1854 roku przez niemieckich misjonarzy. Miejscowe stowarzyszenie misyjne kościoła anglikańskiego (ang. The Anglican Church Missionary Society) pospieszyło z pomocą nowej wspólnocie, ale musiało ją przerwać z powodu trudności finansowych. W 1860 roku anglikański biskup Jerozolimy zaoferował niemieckiej wspólnocie (niem. Jerusalemsverein) pomoc w nabyciu działki pod przyszły kościół. W tym samym roku powstał pierwszy budynek na działce kościelnej – była to szkoła niemiecka, pierwsza szkoła świecka w Betlejem (inne istniejące w tym czasie szkoły nauczały raczej religii i liturgii) oraz pierwsza, która dopuściła do nauki dziewczęta. Szkoła kontynuowała działalność do 1998 roku, kiedy to postanowiono wybudować nową szkołę.
W 1886 roku niemieccy misjonarze rozpoczęli budowę kościoła. Z pomocą finansową pospieszyli Amerykanie niemieckiego pochodzenia z Filadelfii (USA). Kościół został ukończony w 1891 roku, ale działalność duszpasterską rozpoczął dopiero w 1893 roku, kiedy żona cesarza Niemiec Wilhelma II Hohenzollerna, Augusta Wiktoria odwiedziła Stambuł i wyjednała u sułtana zgodę na otwarcie kościoła w Betlejem, które wraz z Palestyną należało wówczas do Imperium Osmańskiego.
W 1893 otwarto kościół. Dokument udzielenia przez władze osmańskie zgody na działalność znajduje się do dziś w kościele. W tym samym roku kościół uzyskał oficjalną nazwę: Ewangelicki Kościół Bożego Narodzenia (ang. Evangelical Christmas Church). W 1847 natomiast otrzymał dotychczasową nazwę: Evangelisch-Lutherische Weihnachtskirche in Bethlehem (ang. Evangelical Lutheran Christmas Church, pol. Ewangelicko-Luterański Kościół Bożego Narodzenia).
Kościół Bożego Narodzenia należy do Evangelisch-Lutherische Kirche in Jordanien und im Heiligen Land (pol. Ewangelicko-Luterańskiego Kościoła w Jordanii i Ziemi Świętej). Pastorem jest Mitri Raheb.
W 1967 roku w wyniku działań wojny izraelsko-arabskiej kościół został uszkodzony; ponownych zniszczeń, również w wyniku starć izraelsko-arabskich, doznał w 2002 roku. W 2004 roku podczas trzęsienia ziemi została częściowo zniszczona podstawa krzyża na wieży kościelnej.

## Architektura
Kościół został zaprojektowany przez niemieckiego architekta, ale wzniesiony przez palestyńskich kamieniarzy.
Projekt bryły kościoła nawiązuje do tradycji lokalnych. Zwieńczenie wieży kościelnej w kształcie stożka przypomina tradycyjne nakrycie głowy, noszone przez miejscowe kobiety w XIX wieku.

## Wyposażenie

### Witraże
Witraże do okien zamówiono w Niemczech. Formalnie podobne są one do okien wytwarzanych wówczas w Niemczech ale treściowo odzwierciedlają miejscową tradycję Betlejem i Ziemi Świętej. Tematyką trzech z nich jest Boże Narodzenie: Święta Rodzina, aniołowie i pastuszkowie. Pozostałe ukazują życie Jezusa, w tym ucieczkę Świętej Rodziny do Egiptu, jego mękę, ukrzyżowanie i zmartwychwstanie.
Pomimo zniszczeń jakie nawiedziły kościół w wyniku walk w 1967 i 2002 roku, wszystkie witraże zachowały się w całości stanowiąc dziś cenny zabytek epoki.

### Organy i dzwony
Organy zostały zbudowane w Berlinie ok. 1890. W latach 90. XX w. przestały być używane z powodu zużycia. Partnerska wspólnota z USA, The Lutheran Church of Christ the Redeemer w Minneapolis podjęła się remontu instrumentu. Przybyli do Betlejem specjaliści zdemontowali organy, przewieźli je do USA, wyremontowali, przebudowali i dostarczyli z powrotem do Betlejem na obchody Milenijne 2000.
Zawieszone w wieży kościelnej dzwony są darem cesarza Niemiec Wilhelma II Hohenzollerna.